# Pat Hackett
Pat Hackett (geb. vor 1968) ist eine US-amerikanische Schriftstellerin, Drehbuchautorin sowie frühere Mitarbeiterin und Vertraute von Andy Warhol.

## Leben
Pat Hackett, eine Absolventin des Barnard College, begegnete Andy Warhol bereits 1968. Hackett half in Warhols Factory zunächst beim transkribieren der von Warhol und Paul Morrissey verlegten Zeitschrift Interview. Sie wurde später Hauptlektorin des Magazins, überdies Warhols Sekretärin und letztlich sogar seine engste Vertraute. Sie schrieb an dem Drehbuch zum Film Andy Warhol’s Bad von 1971 mit.
1976 begann Hackett mit Warhol per Telefon dessen Tagesablauf aufzuschreiben. Was anfangs nur als morgendliche Buchhaltung fungieren sollte, wurde schnell zu einem überaus intimen Austausch privater Erlebnisse des Pop-Art-Künstlers mit seiner Sekretärin. So plauderte der ohnehin „telefonsüchtige“ Warhol mit Pat über die durchaus delikaten Details der New Yorker Szene- und Halbszeneprominenz, aber auch über ganz simple und triviale private Erlebnisse. In den unzähligen Telefonaten schilderte er ihr quasi sein gesamtes Leben: Von Liebesgeschichten über eigene Ängste und Sorgen wie z. B. der Mitte der 1980er aufkommenden Erkrankung AIDS erzählt Warhol von Einkäufen und allgemeinen geschäftlichen Dingen wie seinen akribisch notierten Spesenabrechnungen bis hin zu seinen beiden Dackeln.
Pat Hacketts Aufzeichnungen Andy Warhol. Das Tagebuch (The Andy Warhol Diaries) bieten nicht nur tiefe Einblicke in das Leben des öffentlich stets scheuen und verschlossenen Pop-Art Künstlers; sie spiegeln außerdem die Szene der New Yorker Sub- bzw. Gegenkultur der ausgehenden 1970er und 1980er und skizzieren oft in überaus sarkastischer, manchmal allerdings auch durchaus humorvoller Weise den Aufstieg und Fall diverser Stars und „Sternchen“, der New Yorker Partyszene und ihrer „Locations“ wie beispielsweise dem Studio 54.

## Sonstiges
Gerard Malanga, ein Mitarbeiter Warhols der ersten Stunde, bezeichnete Hackett im Impressum der 3. Ausgabe des Magazins Interview als „Tippse“, worauf es zu einem Streit und zum Bruch Malangas mit Warhol kam. Malanga verließ anschließend die Factory.
Hacketts Buch „The Warhol Diaries“ erregte damals erheblichen Unmut in der New Yorker High Society und dem internationalen Jetset. Es soll von einigen Prominenten auch rechtliche Schritte gegeben haben, das Buch zu verbieten.

## Bibliografie
- Andy Warhol. Das Tagebuch von Pat Hackett, Droemer Knaur, München, 1989, ISBN 3-426-26429-3 (deutsch)
- Popism: The Warhol Sixties von Andy Warhol und Pat Hackett, Harvest Books, Neuauflage 1990, ISBN 0-15-672960-1 (englisch)
- Journal. von Andy Warhol und Pat Hackett, Neuauflage 1990, ISBN 2-246-42871-8